# Conistra modestissima
Conistra modestissima là một loài bướm đêm trong họ Noctuidae.